# Peep Ehasalu

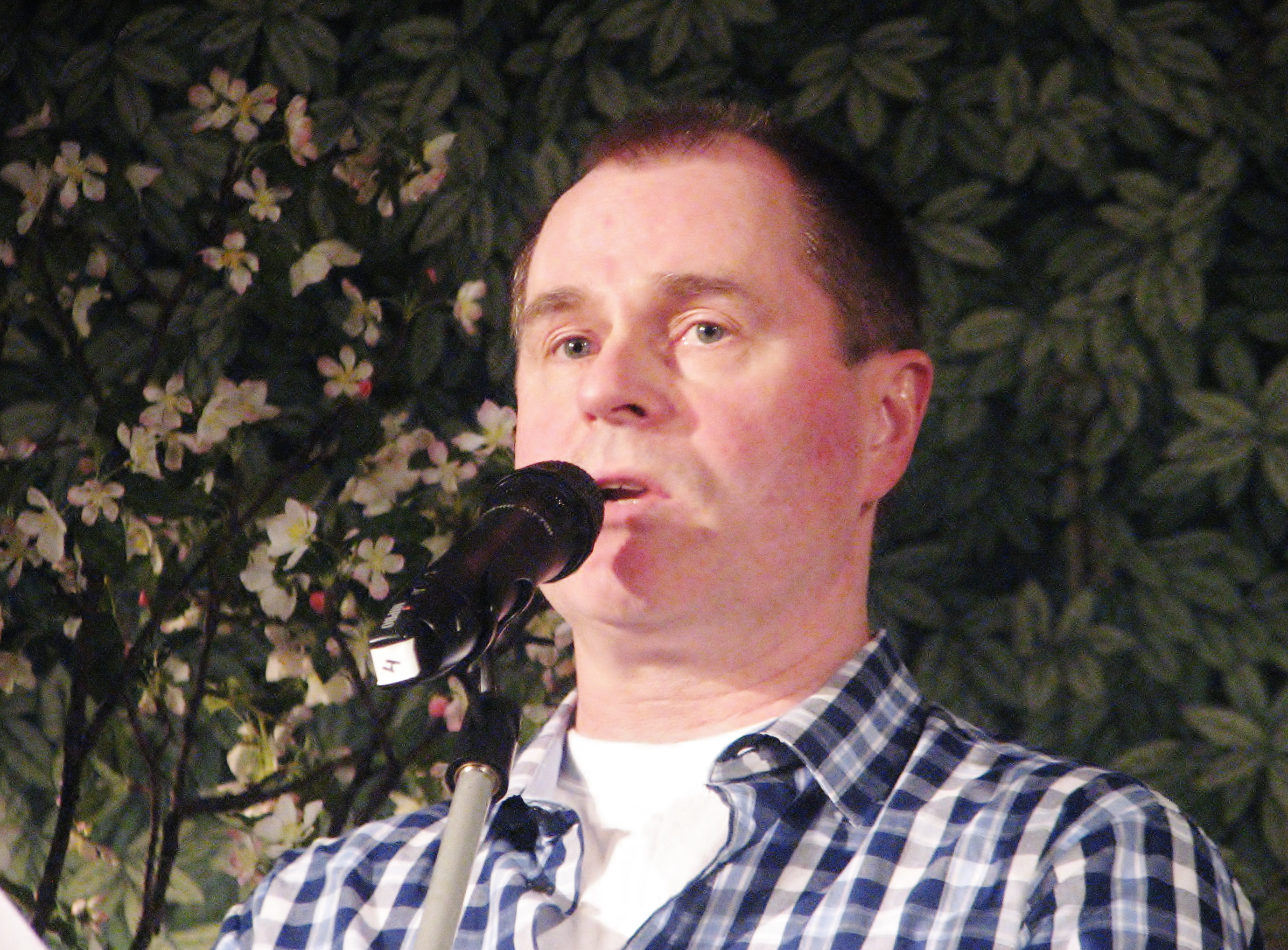
Peep Ehasalu 2015

Peep Ehasalu (Pseudonym Pärtel Ekman, * 29. Oktober 1966 in Tallinn) ist ein estnischer Redakteur, Schriftsteller und Autor von Kinderbüchern.

## Leben und Werk
Ehasalu machte 1985 in Tallinn sein Abitur und leistete danach seinen zweijährigen Wehrdienst in der sowjetischen Armee ab. Danach studierte er an der Universität Tallinn Estnische Philologie sowie Finnische Sprache und Literatur (1988–1996), unterbrochen von einem längeren Studienaufenthalt an der Universität Helsinki (1991–1994). Gleichzeitig arbeitete er als Sekretär bei der Friedebert-Tuglas-Gesellschaft. Nach diversen Anstellungen folgten weitere Schulungen und Zusatzausbildungen, unter anderem an der Handelshochschule Helsinki (2005–2006). Danach bekleidete er mehrere Funktionen im Bereich Management und Kommunikation.
Ehasalu ist seit 2018 Kommunikationsmanager am Estnischen Jugendtheater in Tallinn und seit 2016 Mitglied des Estnischen Schriftstellerverbandes.

## Bibliografie
- (als Pärtel Ekman) Murtud truudus ('Gebrochene Treue', dt. als Tallinner Trio, s. u.). Tallinn: Tiritamm 2000. 142 S.
- (als Pärtel Ekman) Unikiri ('Traumschrift'). Tallinn: Vastus 2002. 165 S.
- (gemeinsam mit Pärtel Ehasalu:) Kõik kanged mehed ('Alle starken Männer'). Tallinn: Kirjastuskeskus 2008. 61 S.
- (gemeinsam mit Pärtel Ehasalu:) Ajahädaliste jõulud ('Weihnachten für Leute ohne Zeit'). Hiiu: P. Ehasalu 2012. 32 S.
- Printsid poisid ('Junge Prinzen'). Tallinn: Varrak 2013. 62 S.
- Aeg on selline ('So ist die Zeit'). [Tallinn:] Pegasus 2013. 207 S.
- Hullu munga päevik ('Tagebuch eines verrückten Mönchs'). Tallinn: Varrak 2014. 238 S.
- Hambad ja haldjad ('Zähne und Feen'). [Tallinn]: Tammerraamat 2017. 47 S.
- Roomaja ('Der Kriecher'). Tallinn: Hea Lugu 2018. 200 S.

### Übersetzung ins Deutsche
- (als Pärtel Ekman:) Tallinner Trio. Aus dem Estnischen übersetzt von Berthold Forssman. Dettelbach: Verlag J.H. Röll 2004. 162 S.